# U-294
U-294 – niemiecki okręt podwodny (U-Boot) typu VII C/41 z okresu II wojny światowej. Okręt wszedł do służby w 1943 roku. Jedynym dowódcą był Oblt. Heinz Schütt.

## Historia
Wcielony do 8. Flotylli U-Bootów celem szkolenia załogi, od sierpnia 1944 roku kolejno w 11., 13. i 14. Flotylli jako jednostka bojowa.
Odbył pięć patroli bojowych, podczas których nie zatopił żadnej jednostki przeciwnika.
Skapitulował 9 maja 1945 roku w Narwiku (Norwegia). Przebazowany 19 maja 1945 roku do Loch Eriboll (Szkocja), a później do Lisahally (Irlandia Północna). Zatopiony 31 grudnia 1945 roku podczas operacji Deadlight ogniem artyleryjskim niszczyciela HMS „Offa”.